# 英雄本色2018
《英雄本色2018》 是一部由丁晟執導的警匪動作片，主要演員有王凱、馬天宇、王大陸、余皚磊、林雪和吳樾等。電影講述了兄弟之間，因信念和立場的不同，漸生衝突，又在衝突中加深對彼此的了解，最終並肩戰鬥、互相保護的兄弟故事。
導演丁晟表示，自己是《英雄本色》系列的影迷，他買了翻拍和改編權，拍攝《英雄本色2018》更多是向吳宇森致敬。這部電影出現很多致敬的場景，像是《英雄本色2》和《英雄本色3》的電影海報掛在餐廳的牆壁上。丁晟導演客串司機，致敬吳宇森導演客串警長。
本片被荷蘭的亞洲電影節選為閉幕片，並且在2018年3月11日於歐洲首映。另外，日本的大阪亞洲電影節，英國的Newcastle International Film Festival，和義大利的遠東電影節特別上映這部電影。電影於2018年1月18日中國大陸正式上映。

## 劇情
性格剛烈的周凱（王凱飾），年幼喪母，因父親粗暴脾氣管制而出海做了水手，常跑日本路線，後來跟水手兄弟馬柯（王大陸飾）一起加入了走私犯罪團夥。二人雖身在走私犯罪團夥，但是仍有正義感，做事有原則。後來周凱被犯罪團夥同伴皮筋（吳樾飾）陷害，被抓入獄。周凱的弟弟周超（馬天宇飾）從小視哥哥為偶像，並不知道哥哥的犯罪活動。從警校剛剛畢業，進入刑警隊後，正意氣風發的時候，卻親眼目睹周凱被抓，父親被害，從此對哥哥懷有很深的恨意。
周凱出獄後找到馬柯，才知道馬柯去日本找皮筋報仇，而弄殘了一條腿，同時也在等他回來重新開始。但是周凱已經和當年不一樣，不想再做回老本行，他決心開始新的生活，不再去報復，去試著做一個好人。
走私犯罪團夥得知周凱出獄後，想拉攏周凱，繼續從事犯罪活動，並使用了一些更毒辣的手段逼周凱就犯，兄弟三人的命運從此發生了改變。

## 演員
- 王凱 飾演 周凱
- 馬天宇 飾演 周超
- 王大陸 飾演 馬柯
- 余皚磊 飾演 阿倉
- 林雪 飾演 哈哥
- 吳樾 飾演 皮筋
- 李岷城 飾演 郭隊長
- 李夢 飾演 美琳
- 张藝上 飾演 陸璐
- 中野裕太 飾演 岡村[5]
- 石涼 飾演 周父
- 姜珮瑶 飾演 陽陽
- 鞏承琪 飾演 程隊
- 賈晨飛 飾演 泉子
- 扎卡 飾演 大黑
- 桑平 飾演 偉哥
- 蘇鑫 飾演 小治
- 韓寒 飾演 車主
- 寧浩 飾演 老馬吧的酒客
- 曾志偉 飾演 獄中大哥
- 郭曉然 飾演 船主
- 宋歌 飾演 宋局
- 蔡兵 飾演 船廠老闆
- 黄偉宏 飾演 馬柯的台灣同鄉
- 丁晟 飾演 計程車司機

## 製作
正式拍攝於2017年2月初至青島市低調開拍，劇組在中国大陸拍摄五十天，及在日本拍摄十天。

### 選角
丁晟導演透露，王凱是我英雄本色定的第一個演員，我接到這個戲，就馬上給王凱打電話，我說英雄本色，他說幹。王大陸是第二個演員， 他老去我家給我送好吃的，巧克力，鵝肝醬，蜂蜜，我實在是沒辦法，好吧，來吧。馬天宇是最後定的，我見到他以後，就覺得這真是禮物，他倆太像兄弟，又是演親兄弟 。

## 音樂
作曲編曲：撈仔和竇鵬 音樂監製：撈仔和竇鵬 演奏：中國國家交響樂團和國際首席愛樂樂團 指揮：撈仔和竇鵬

### 歌曲
主題曲：再見英雄 作詞：丁晟 作曲：王力宏 演唱：王力宏

插曲：當年情 作詞：黃霑 作曲：顧嘉煇 演唱：張國榮

插曲：海海人生 作詞：陳玉貞 作曲：張國榮 演唱：陳盈潔

推廣曲：往事流彈 作詞：尹約 作曲：錢雷 演唱：王凱

推廣曲：本色英雄 作詞：高進 作曲：高進 演唱：高進和大壯

推廣曲：兄弟一起幹 作詞：郭棟楠 作曲：郭棟楠和陳禹 演唱：光線合唱團和貓眼合唱團

## 發行
電影於2018年1月18日在中國大陸正式上映。下面是各地區的上映日期和發行商。
| 上映日期        | 地區     | 片名                   | 發行商                                                    | 參考                                                                                       |
| --------------- | -------- | ---------------------- | --------------------------------------------------------- | ------------------------------------------------------------------------------------------ |
| - 2018年1月18日 | 中國大陸 | 英雄本色 2018          | 北京京西文化旅遊股份有限公司 霍爾果斯青春光線影業有限公司 | [ 8 ]                                                                                      |
| - 2018年1月18日 | 新加坡   | A Better Tomorrow 2018 | Clover Films                                              | [ 9 ] [ 10 ] [ 11 ]                                                                        |
| - 2018年1月19日 | 加拿大   | A Better Tomorrow 2018 | Asia Releasing H Collective                               | [ 12 ] [ 13 ]                                                                              |
| - 2018年1月19日 | 美國     | A Better Tomorrow 2018 | Asia Releasing H Collective                               | [ 13 ] [ 14 ]                                                                              |
| - 2018年1月25日 | 澳洲     | A Better Tomorrow 2018 | China Lion Film Distribution                              | [ 15 ] [ 16 ] [ 17 ] [ 18 ] [ 19 ]                                                         |
| - 2018年1月25日 | 紐西蘭   | A Better Tomorrow 2018 | China Lion Film Distribution                              | [ 20 ] [ 21 ] [ 19 ]                                                                       |
| - 2018年1月26日 | 越南     | Bản Sắc Anh Hùng 2018  | Beta Media                                                | [ 22 ] [ 23 ]                                                                              |
| - 2018年1月31日 | 菲律賓   | A Better Tomorrow 4    | ABS-CBN Film Productions                                  | [ 24 ] [ 25 ] [ 26 ] [ 27 ] [ 28 ] [ 29 ] [ 30 ]                                           |
| - 2018年2月1日  | 斐濟     | A Better Tomorrow 2018 | Asia Releasing H Collective                               | [ 31 ]                                                                                     |
| - 2018年2月1日  | 香港     | 英雄本色 2018          | China 3D Digital Distribution                             | [ 32 ] [ 33 ] [ 34 ]                                                                       |
| - 2018年2月28日 | 台灣     | 英雄本色 2018          | 海樂影業股份有限公司                                      | [ 30 ]                                                                                     |
| - 2018年3月22日 | 南韓     | 영웅본색 4             | Kidarient Corp.                                           | [ 35 ] [ 36 ] [ 37 ] [ 38 ] [ 39 ] [ 40 ] [ 41 ] [ 42 ] [ 43 ] [ 44 ] [ 45 ] [ 46 ] [ 11 ] |
| - 2018年4月19日 | 泰國     | โหดเลวดี 2018           | Hollywood (Thailand) Co., LTD.                            | [ 47 ] [ 48 ] [ 49 ] [ 50 ] [ 51 ]                                                         |

下面是各電影節的上映日期。
| 上映日期      | 地區   | 電影節                                | 片名                   | 備註             | 參考                               |
| ------------- | ------ | ------------------------------------- | ---------------------- | ---------------- | ---------------------------------- |
| 2018年3月10日 | 日本   | 大阪亞洲電影節                        | 男たちの挽歌 2018      | 特別上映         | [ 52 ] [ 53 ] [ 54 ]               |
| 2018年3月11日 | 荷蘭   | 亞洲電影節                            | A Better Tomorrow 2018 | 閉幕片；歐洲首映 | [ 55 ] [ 56 ] [ 57 ] [ 58 ] [ 59 ] |
| 2018年3月31日 | 英國   | Newcastle International Film Festival | A Better Tomorrow      | 英國首映         | [ 60 ] [ 61 ]                      |
| 2018年4月24日 | 義大利 | 遠東電影節                            | A Better Tomorrow 2018 | 義大利首映       | [ 62 ] [ 63 ] [ 64 ] [ 65 ] [ 66 ] |

### 家用版
2018年3月2日，《英雄本色2018》中文版在網路平台首播。2018年3月29日，發行《英雄本色2018》中英文版的DVD和藍光光碟。

### 導演質疑發行方的事件
《英雄本色2018》在中國大陸地區是由"北京京西文化旅遊股份有限公司"(簡稱"北京文化")，和"霍爾果斯青春光線影業有限公司"(簡稱"光線")聯合發行的。"北京文化"是這部電影的出品方也是發行方。2018年5月2日，導演丁晟發微博要求發行方，拿出人民幣2700多萬元的"宣發明細"和人民幣1000萬元的"票補明細"。"光線"則表示無義務向第三方披露明細
。5月3日，"北京文化"表示他們支付"光線"宣發費用和票補費用，未參與實際宣發工作。同一天，出品方"酷仔文化"和"海上影業"發微博力挺丁晟導演。"中國電影報導"也在這一天針對此事件專訪丁晟導演。5月21日，"光線"提供了宣發費結算表，出品方認為不夠詳細。5月23日，"北京文化"代表所有的出品方要求"光線"提供更詳細的花費明細。6月2日，"光線"認為他們已經按照協議和預算方案進行項目宣發，合同並未寫明有向出品方提供錢款明細的義務。
陝西省人民檢察院在人民網上發表對此事件的看法，"現在的電影宣發真是一團亂，乙方公司收了服務費還要收策劃費、稿費、媒體公關費，同時又要在渠道上掙錢。1000萬元的預算真正能有300萬元花到刀刃上，就算是良心公司了"。"某影视制作公司的宣传主管木先生说，自己早就想对宣发界的乱象吐槽了"。"在執行影片宣發過程中，宣發公司的各種手段也讓人大開眼界。 “偷票房”在如今數據實時聯網後已經比較少見，取而代之的是光明正大地利用票補爭奪上映前三天排片。作為電影上映時的常用操作，僱“水軍”為電影刷分、增加關注度則是宣發手段裡最有代表性的一種"。

## 反響

### 票房
《英雄本色2018》於2018年1月18日星期四晚上六點於中國大陸正式上映。首映當天的排片比是12.84%，票房約人民幣1050萬元；1月19日星期五的排片比是15.58%，票房約人民幣2018萬元；1月20日星期六的排片比是10.94%，票房約人民幣1120萬元；1月21日星期日的排片比是9.03%，票房約人民幣765萬元；首映周末的票房共約人民幣5094萬元。接下來的四天，1月22日的排片比是8.03%，票房約人民幣330萬元；1月23日的排片比是6.83%，票房約人民幣236萬元；1月24日的排片比是6.32%，票房約人民幣212萬元；1月25日的排片比是5.88%，票房約人民幣191萬元；最後，《英雄本色2018》在中國大陸的總票房是人民幣6307萬元。

### 評價
這部電影評價兩極。
"中國電影報導"邀請中國農業大學媒體傳播系副教授，也是中國電影評論學會會員陳剛，評論《英雄本色2018》，陳剛給《英雄本色2018》打70分，他說："丁晟導演是想通過這部電影對1986年吳宇森執導的英雄本色，進行一次徹底的致敬。首先我們看到了久違的兄弟情誼，不管是周凱與周超之間的骨血同胞情，還是周凱與馬柯的江湖兄弟情，與當下社會缺乏信任的人際關係相比，都顯得彌足珍貴。影片中大量升格攝影所拍攝出的慢動作鏡頭，強化了動作美感；再加上主人公瀟灑自如的槍戰場面，恣意飛揚血脈噴張，特別是馬柯在日本餐廳槍殺皮筋一場，讓我們一下子回到了小馬哥藏槍的楓林閣中。雙槍牙籤以及張國榮演唱的粵語歌曲"沉默是金"等等，原作中經典元素也在這部影片中反覆出現，令我們回味無窮"。
今日影評MTalk邀請影評人周黎明先生，評論《英雄本色2018》，他說："翻拍是一個雙刃劍，它的好處就是，它的知名度很高，你不需要花很多時間很多的錢去解釋這是甚麼故事。但是，不利的一面就是，還記得經典那個版本的觀眾，他有意無意的都會拿這個新版跟老版去比較，而在比的時候，通常是對新版是很不利的，因為很難保持所謂的客觀和公正"。"一部影片，在某一個時代成為經典，你把它換一個時代，有的時候還是好電影，但是未比能夠引起那麼大的反響，那你如果翻拍一個經典，原封不動去拍，就沒有意義了"。"我很認同丁晟導演，就讓演員不要去模仿他們，我們在看這部電影的時候，盡量要放下那部老的經典，就事論事，就這幾個演員的表現來評價他們，那我覺得他們是有個人的特色"。"吳宇森導演風格被西方人稱作子彈芭蕾舞，丁晟這一版，我把它叫子彈話劇。同樣都是舞台藝術，話劇更加寫實。那麼在這部影片裏面，你如果是帶著我要去看一個芭蕾舞的心態，進了一個話劇的劇場，你可能會有點不適"。"另外我覺得，人物的關係，吳宇森老版的三個人物的關係，實際上你可以把它投射到古代，投射到一個金庸小說的一個場景裡面，完全是成立的，因為它就是從那脫胎而來的。但是丁晟導演的那個故事就很不一樣，它就很接地氣很寫實，拍攝的這些技術的東西，包括節奏，更符合當下觀眾的欣賞習慣"。
北京日報的記者聶寬冕，評論《英雄本色2018》，他說："江湖味兒淡了，兄弟情更濃"，"新版採用了老版中的故事架構和人物設置，都是三兄弟在正邪之間周旋、抉擇的糾結故事，秉承了老版“江湖義”和“兄弟情”的精神內核"，"拍動作片出身的丁晟，節奏與場面把控仍然很好，飛車漂移、激情槍戰、驚險爆破一個都不能少，甚至比老版有過之而無不及"，"整部影片確實很接地氣，相比老版對大英雄的看重，新版更像是一部小人物的熱血傳奇。在角色上，很多人認為小馬哥是老版中最經典的角色，新版則更傾向於以周凱，也就是之前狄龍飾演的大哥作為核心"，"這一版中的幾位演員王凱、王大陸和馬天宇相比老版全部年輕化。儘管他們並非典型的流量明星，但也都有各自的突破之處。其中突破最大的要數飾演大哥周凱的王凱，相比以往他常演的精英角色，這次他顯得更糙、更硬漢"。
北京晚報的記者高倩，評論《英雄本色2018》，她說："翻拍是一件費力不討好的苦差事，新老演員總會不可避免地被大家比較一番，對經典劇情的改編和重現也難免被指指點點，而《英雄本色2018》不偏不倚，正好踩進了這兩個致命的雷區"，"由此，《英雄本色2018》的嘗試絕對是勇氣可嘉的"。"《英雄本色2018》或許的確不足以被稱為一部多麼優秀的好片，如果不是誕生在前作巨大光環的陰影下，我相信它會得到更加公正的評價。《英雄本色2018》的一大失誤，也許恰恰在於主創團隊仍舊低估了粉絲們堅不可摧的“情懷”。雖然片中有不少對1986版《英雄本色》簡單粗暴的致敬，但顯然感到被冒犯的粉絲並沒有買這個賬"。"誠然，經典的角色值得懷念，但並不應當被奉為圭臬，更不該杜絕後來人的嘗試"。
瀋陽晚報的記者高辰，評論《英雄本色2018》，他說："翻拍经典未必不可行，但必须要有所创新，更要强调社会责任感"。"影片將故事搬到當下的中國內地，借鑒了老版的經典三角關係，儘管故事講得算是流暢、完整，但和老版比，卻總讓影迷感覺少了很多讓人動容的東西"，"而翻拍的意義本身在於傳遞經典電影的精神，但首先必須要有所創新，新版《英雄本色》在並無“黑幫江湖”土壤的內地強行落地，卻還要講述延續老版的“江湖情義”故事，以至於影片故事處處給人彆扭之感"，"翻拍經典應強調社會責任感，一部作品成為經典，或許是幾十年口碑積累的結果；但一部同名續作口碑慘敗，經典的品牌含金量瞬間大打折扣"。
齊魯網的記者黑王輝，評論《英雄本色2018》，他說："翻拍經典難取勝"，"《英雄本色2018》故事了然，情感飽滿，人物豐滿，動作凌厲，如果不去和《英雄本色》進行對比，可以說是一部相當不錯的動作片"。不過，既然披著“英雄本色”的名頭，難免會和老版進行比較。然而，像老版里風流義氣的周潤發、陰柔怨念的張國榮，都是可遇而不可求的，如果和新版裡的演員進行比較，則有天上地下之感。看來，有老版珠玉在前，丁晟再怎麼努力也只是徒勞"。

### 榮譽
2018年6月18日，第四屆成龍國際動作電影週，評委會主席吳思遠宣布本屆電影週競賽單元動作新片入圍影片，共有12部影片入圍，《英雄本色2018》是其中一部。2018年7月18日，第四屆成龍國際動作電影週，在山西大同盛大開幕，並宣布提名名單，《英雄本色2018》獲得兩項提名，最佳特技榮譽獎和最佳動作新人榮譽獎。

## 外部連結
- 时光网上《英雄本色2018》的資料（简体中文）
- 豆瓣电影上《英雄本色2018》的資料 （简体中文）
- 開眼電影網上《英雄本色2018》的資料（繁體中文）
- Yahoo奇摩電影上《英雄本色2018》的資料（繁體中文）
- 互联网电影数据库（IMDb）上《英雄本色2018》的资料（英文）
- 爛番茄上《英雄本色2018》的資料（英文）
- Metacritic上《英雄本色2018》的資料（英文）